# برترند کای
برترند کای (انگلیسی: Bertrand Kaï؛ زادهٔ ۶ ژوئن ۱۹۸۳) بازیکن فوتبال اهل کالدونیای جدید است.
وی همچنین در تیم ملی فوتبال کالدونیای جدید بازی کرده‌است.